# Ulli Maier
Ulli Maier (* 2. Juni 1957 in Wien) ist eine österreichische Schauspielerin.

## Leben
Ulli Maier studierte von 1976 bis 1979 in ihrer Geburtsstadt am Max-Reinhardt-Seminar Schauspiel. Ihre Engagements führten sie u. a. ans Wiener Volkstheater, Schauspielhaus Bonn, Schauspiel Frankfurt, Residenztheater München, Thalia Theater Hamburg, ans Berliner Ensemble und zu den Salzburger Festspielen. Sie arbeitete mit verschiedenen Regisseuren zusammen, darunter Jürgen Flimm, Claus Peymann, Karin Beier, Matthias Hartmann, Nikolaus Harnoncourt, Torsten Fischer und Jürgen Gosch.
Maier ist aus vielen Fernsehfilmen und Serien bekannt. Sie unterrichtet zeitweise am Max-Reinhardt-Seminar in Wien sowie am Mozarteum in Salzburg, macht Lesungen und leiht ihre Stimme diversen Hörbuchproduktionen. Für ihre Theaterarbeit erhielt Ulli Maier 1980 den Karl-Skraup-Preis und den Sylvia-Manas-Preis, 1988 den Förderpreis des Landes Nordrhein-Westfalen und 2002 den Nestroy-Theaterpreis als beste Schauspielerin als „Agathe“ in Der Mann ohne Eigenschaften. 2025 wurde ihr der Berufstitel Kammerschauspielerin verliehen.

## Engagements
- 1977–1988: Theater in der Josefstadt in Wien
- 1979–1984: Volkstheater (Wien)
- 1985–1992: Schauspiel Bonn und Renaissance-Theater in Berlin
- 1993–1996: Residenztheater in München und Schauspiel Frankfurt
- 1995–2000: Thalia Theater in Hamburg
- 2000–2001: Schauspielhaus Bochum
- 2001–2002: Theater in der Josefstadt in Wien
- 2003–2004: Berliner Ensemble und Salzburger Festspiele
- 2005–2010: Schauspielhaus Bochum
- 2008–2009: Schauspielhaus Zürich
- 2010: Schauspiel Köln
- 2011–2012: Theater in der Josefstadt
- 2014: Ernst-Deutsch-Theater Hamburg[5]

## Filmografie
- 1978: Kottan ermittelt – Nachttankstelle
- 1980: Jägerschlacht
- 1983: Derrick – Die Tote in der Isar
- 1986: Derrick – Der Fall Weidau
- 2004: Tatort: Nicht jugendfrei
- 2007: Tatort: Der Finger
- 2007: Tatort: Familiensache
- 2010: Seine Mutter und ich
- 2014: Die Freischwimmerin
- 2014: Die Rosenheim-Cops – Aumans letzte Stunde
- 2015: Der Alte (Fernsehserie) – Folge 390: Innere Werte
- 2015–2016: Der Bozen-Krimi (Krimireihe, 3 Folgen)
  - 2015: Wer ohne Spuren geht
  - 2016: Das fünfte Gebot
- 2019: Reiterhof Wildenstein – Die Pferdeflüsterin
- 2019: Reiterhof Wildenstein – Kampf um Jacomo
- 2019: Balanceakt
- 2019: Todesfrist – Nemez und Sneijder ermitteln
- 2019: Tatort – Baum fällt
- 2020: Reiterhof Wildenstein – Neuanfang
- 2020: Reiterhof Wildenstein – Der Junge und das Pferd
- 2021: Spuren des Bösen: Schuld
- 2025: Die Affäre Cum-Ex (Fernsehserie)

## Belege
1. ↑  Ulli Maier bei castforward.de, 
abgerufen am 14. August 2022
2. ↑  VON Magazine, Jan 2002, S. 60–63
3. ↑  Ulli Maier beim Theater an der Josefstadt, abgerufen am 14. August 2022
4. ↑  Kammerschauspieler: „Vorstadtweiber“-Star wurde endlich „befördert“. In: krone.at. 25. März 2025, abgerufen am 27. März 2025.
5. ↑  http://www.ernst-deutsch-theater.de/spielplan/stuecke/43-jumpy/

| Personendaten    | Personendaten                  |
| ---------------- | ------------------------------ |
| NAME             | Maier, Ulli                    |
| KURZBESCHREIBUNG | österreichische Schauspielerin |
| GEBURTSDATUM     | 2. Juni 1957                   |
| GEBURTSORT       | Wien                           |